# 國際商業用語

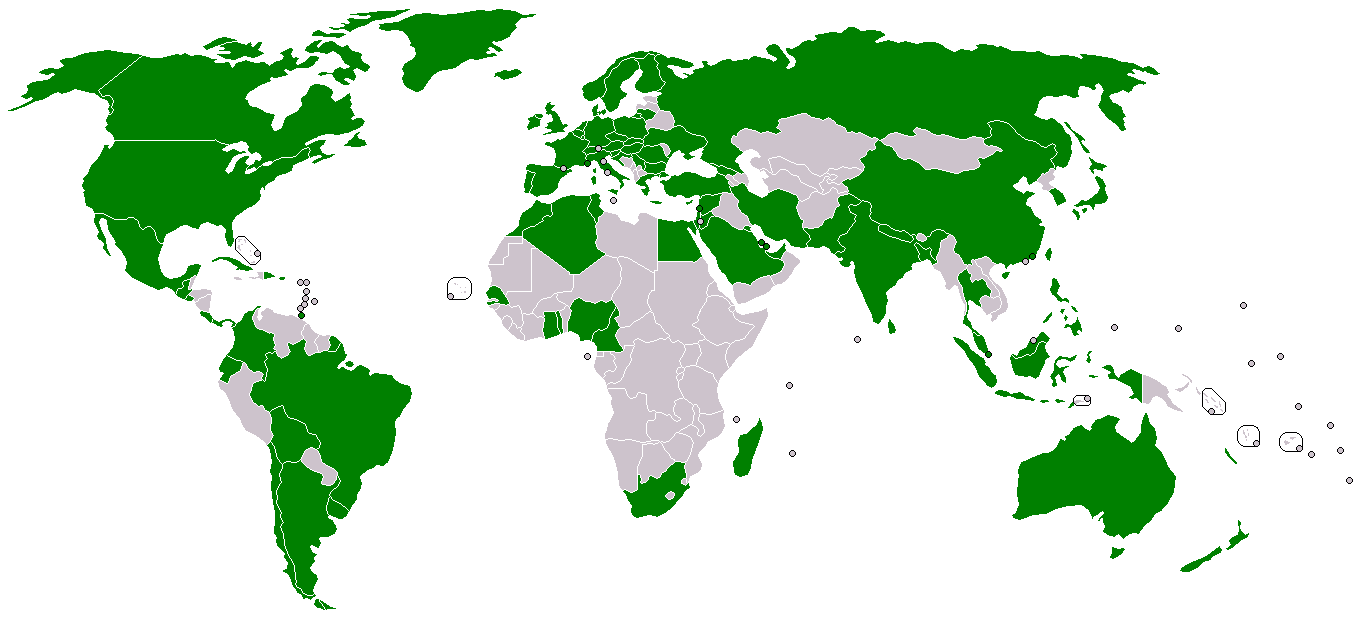
国际商会成员

《國貿條規》（International Commercial Terms，通常简写为Incoterms）是国际商会所制定关于国际贸易用语的国际惯例，它的副題為《贸易條件的国际解释通则》（International Rules for the Interpretation of Trade Terms）。第一版為制定于1936年的《Incoterms 1936》，《Incoterms 2010》为2010年9月27日公布，并于2011年1月1日开始全球实施的。版中包含了11种贸易术语，按照其国际代码的第一个字母的不同，这11种术语被分为四组：C组、D组、E组和F组。
最新一版为《Incoterms 2020》

## 诞生背景
在国际贸易中，因各个国家的贸易习惯并不相同经常引起误解、争议和诉讼。为了避免这些问题，1936年国际商会（ICC）首次公布了一套解释贸易术语的国际规则，称为国际贸易术语（Incoterms），有时也被简称为「国贸条件」，或称「贸易条件」，指在國際貿易中被用來說明買賣雙方在貨物交接方面的責任（Responsibility）、費用（Cost）、和風險（Risk）劃分的各種縮寫術語。貿易條件在國際貿易上，長久以來即被廣泛使用。當貿易條件用於報價時，就成為報價條件的重要部分，等到報價接受以後，這些條件載明於貿易契約中就成為貿易契約的重要部分。

## 主要作用
1. 規定買賣雙方對貨物風險負擔的分擔，亦即規定在一筆買賣中，賣方應於何時何地將貨交付買方。在賣方將貨物交付買方之前，貨物滅失或毀損的風險由賣方承擔，在賣方於指定地點將貨物交付買方後，貨物的風險負擔即轉由買方承擔。
2. 規定買賣雙方對貨物費用的分擔，亦即規定在一筆買賣中，何種費用包括在售價中由賣方負擔，何種費用不包括在售價中而由買方負擔。因此，貿易條件可用以表示買賣標的物的價格結構。
3. 規定由何方負責洽訂運輸、投保、申請輸出入許可證及辦理通關，買賣雙方有何通知義務，賣方應提供何種單據。

## 注意事项
1936年的第一套贸易条件称为《Incoterms 1936》，后来在1953年、1967年、1976年、1980年、1990年、2000、2010年均有不同程度的修改。所以在贸易中合同双方应清楚的指明所引用的贸易条件版本，但人们常常容易忽略这一点。
目前最新的版本是《Incoterms 2010》，是国际商会在2010年9月27日公布的，并于2011年1月1日开始全球实施。与上一版本即2000年1月1日生效的《Incoterms 2000》相比有如下变化。首先是贸易术语的数量由原来的13种变为11种；其次删除了《Incoterms 2000》中四个D组贸易术语：即DDU (Delivered Duty Unpaid)、DAF (Delivered At Frontier)、DES (Delivered Ex Ship)、DEQ (Delivered Ex Quay)，仅保留了DDP（Delivered Duty Paid ）；此外还新增加两种D组贸易术语，DAT （Delivered At Terminal ）、DAP（Delivered At Place ）。

## 国际贸易术语解释通则2010
国际贸易术语解释通则2010共解釋了四大组十一種貿易條件。(2000版分四大類13種，2010版分二大類11種。)
| 类别 | 简称 | 英文                           | 中文                                      | 说明 |
| ---- | ---- | ------------------------------ | ----------------------------------------- | --- |
| E類  | EXW  | EX works                       | 工厂交货（……指定地点）                    | "E"類（起運），包括EX WORKS，指卖方仅在自己的地点为买方备妥货物。                                                                                       |
| F類  | FCA  | Free Carrier                   | 交至承运人（……指定地点）                  | "F"類（主要运费未付），包括FCA、FAS和FOB，指卖方需将货物交至买方指定的承运人。                                                                          |
| F類  | FAS  | Free AlongSide Ship            | 船边交货（……指定装运港）                  | "F"類（主要运费未付），包括FCA、FAS和FOB，指卖方需将货物交至买方指定的承运人。                                                                          |
| F類  | FOB  | Free On Board                  | 船上交货（……指定装运港）                  | "F"類（主要运费未付），包括FCA、FAS和FOB，指卖方需将货物交至买方指定的承运人。                                                                          |
| C類  | CFR  | Cost and Freight               | 成本加运费（……指定目的港）                | "C"類（主要运费已付），包括CFR、CIF、CPT和CIP，指卖方须订立运输合約，但对货物灭失或损坏的风险以及装船和启运后发生意外所发生的额外费用，卖方不承担责任。 |
| C類  | CIF  | Cost,Insurance and Freight     | 成本、保险加运费付至（……指定目的港）      | "C"類（主要运费已付），包括CFR、CIF、CPT和CIP，指卖方须订立运输合約，但对货物灭失或损坏的风险以及装船和启运后发生意外所发生的额外费用，卖方不承担责任。 |
| C類  | CPT  | Carriage Paid to               | 运费付至（……指定目的地）                  | "C"類（主要运费已付），包括CFR、CIF、CPT和CIP，指卖方须订立运输合約，但对货物灭失或损坏的风险以及装船和启运后发生意外所发生的额外费用，卖方不承担责任。 |
| C類  | CIP  | Carriage and Insurance Paid to | 运费、保险费付至（……指定目的地）          | "C"類（主要运费已付），包括CFR、CIF、CPT和CIP，指卖方须订立运输合約，但对货物灭失或损坏的风险以及装船和启运后发生意外所发生的额外费用，卖方不承担责任。 |
| D類  | DAT  | Delivered At Terminal          | 終點站交貨（……目的地或目地港之指定終點站) | "D"類（到達），包括DAT、DAP和DDP，指賣方须承担把货物交至目的地国所需的全部费用和风险。                                                                  |
| D類  | DAP  | Delivered At Place             | 目的地交貨（……指定目的地）                | "D"類（到達），包括DAT、DAP和DDP，指賣方须承担把货物交至目的地国所需的全部费用和风险。                                                                  |
| D類  | DDP  | Delivered Duty Paid            | 完税后交货（……指定目的地）                | "D"類（到達），包括DAT、DAP和DDP，指賣方须承担把货物交至目的地国所需的全部费用和风险。                                                                  |

## 國貿條規2010相关费用
| 国际商业术语2010 | 出口报关 | 运输至出口港 | 港口卸货 | 港口装载  | 海/空运出口 | 保险      | 进口港卸货 | 进口港装载 | 运输至目的地 | 进口通关 | 进口关税 |
| EXW              | 买方     | 买方         | 买方     | 买方      | 买方        | 买方      | 买方       | 买方       | 买方         | 买方     | 买方     |
| FCA              | 卖方     | 卖方         | 买方     | 买方      | 买方        | 买方      | 买方       | 买方       | 买方         | 买方     | 买方     |
| FAS              | 卖方     | 卖方         | 卖方     | 买方      | 买方        | 买方      | 买方       | 买方       | 买方         | 买方     | 买方     |
| FOB              | 卖方     | 卖方         | 卖方     | 买方/卖方 | 买方        | 买方      | 买方       | 买方       | 买方         | 买方     | 买方     |
| CPT              | 卖方     | 卖方         | 卖方     | 卖方      | 卖方        | 买方      | 卖方       | 卖方       | 卖方         | 买方     | 买方     |
| CFR              | 卖方     | 卖方         | 卖方     | 卖方      | 卖方        | 买方      | 买方/卖方  | 买方       | 买方         | 买方     | 买方     |
| CIF              | 卖方     | 卖方         | 卖方     | 卖方      | 卖方        | 卖方      | 买方/卖方  | 买方       | 买方         | 买方     | 买方     |
| CIP              | 卖方     | 卖方         | 卖方     | 卖方      | 卖方        | 卖方      | 卖方       | 卖方       | 卖方         | 买方     | 买方     |
| DAT              | 卖方     | 卖方         | 卖方     | 卖方      | 卖方        | 卖方/买方 | 卖方       | 买方       | 买方         | 买方     | 买方     |
| DAP              | 卖方     | 卖方         | 卖方     | 卖方      | 卖方        | 卖方/买方 | 卖方       | 卖方       | 卖方         | 买方     | 买方     |
| DDP              | 卖方     | 卖方         | 卖方     | 卖方      | 卖方        | 卖方/买方 | 卖方       | 卖方       | 卖方         | 卖方     | 卖方     |

## 国际贸易术语解释通则2000
1.Ex Works(EXW)工廠交貨條件

賣方在其營業處所或其他指定地（工廠、倉庫）將貨物交付買方處置，即為履行交貨義務，買方須負擔自賣方營業處所受領貨物至目的地的一切費用及風險。這種條件下，賣方的責任最輕，而買方的責任最重，因此，在國際貿易中，較少採用。
以本條件報價或訂約，通常在貿易條件之後，列明交貨場所的詳細地址 或只列城市名稱，例如："We offer to sell T-shirt No. 4321 1,000 dozens US$100.00 per dozen Ex seller's Factory Taipei, delivery during August."
2.Free Carrier(FCA)貨交運送人條件

賣方於指定地點或地方辦妥輸出通關手續後，將貨物交給買方指定的運送人接管時，即履行其交貨義務。買方須負擔自交貨後的一切費用及風險。本條件中所謂「運送人」係指公路、鐵路、空中、海上、內陸水路運送或複合運送或安排履行上述各種運送的人。故本條件適用於任何運輸方式，包括複合運送（Combined Transport）。
以本條件報價或訂約，須在貿易條件之後，列明貨物交付運送人接管地點，例如："We offer to sell T-shirt No.4321 1,000 dozens US$102.00 per dozen FCA Keelung CFS, delivery during August. "
3.Free Alongside Ship(FAS)輸出港船邊交貨條件

賣方將貨物放置在指定裝船港船邊碼頭上或駁船內時，即履行交貨義務。買方則須負擔自那時起，貨物滅失或毀損的一切費用及風險。本條件之下，「船邊」的定義並未界定，實務上，一般的解釋是指能夠用船邊的吊貨索具或岸上的起重機或其他裝貨工具進行裝貨的地方。當指定船舶可以進港靠岸時，係僼在裝船港船邊碼頭上，當指定船舶無法進港靠岸時，係指在駁舶上。
以本條件報價或訂約，須在貿易條件之後，列明裝船港，例如："We offer to sell T-shirt No.4321 1,000 US$102.00 per dozen FAS Keelung delivery during August."
4.Free on Board(FOB)輸出港船上交貨條件

貨物在指定裝船港装货上船后，賣方即履行其交貨義務。買方則須負擔自那時起貨物滅失或毀損的一切費用及風險。
以本條件報價或訂約，須在貿易條件之後，列明裝船港，例如："We offer to sell T-shirt No.4321 1,000 dozens US$103.00 per dozen FOB Keelung, delivery during August. "
5.Cost and Freight(CFR)運費在內條件

賣方須負擔貨物至指定目的港為止所需的費用及運費，但貨物滅失或毀損的風險及貨物在船上交付後由於事故而生的任何額外費用，則自貨物在裝船港越過船舷時起，由賣方移轉予買方負擔。本條件賣方交貨地合與FOB條件相同，但在本條件下，賣方須支付海運費並安排船運事宜，而在FOB條件下，則是由買方支付海運費及安排海運事宜。
以本條件報價或訂約，須在貿易條件之後，列明指定目的港，例如："We offer to sell T-shirt No.4321 1,000 dozens US$110.00 per dozen CFR New York, delivery during August. "
6.Cost, Insurance and Freight(CIF)運保費在內條件

賣方須負擔貨物運至指定目的港為止所需的費用、運費及海上保險費用，但貨物滅失或毀損的風險及貨物在船上交付後由於事故而生的任額外費用，則自貨物在裝船港越過船舷時起，由賣方移轉予買方負擔。本條件與上述CFR條件比較，多出"Insurance"一字。這個字是說賣方有義務投保貨物運至目的港為止的海上運輸保險，並且負擔保險費，故又稱至目的港運保費在內條件。
買賣雙方若未約定保險內容，為確保買方的權益，Incoterms規定：

(1)保險範圍方面：賣方至少應按最小保險範圍的協會貨物條款或任何類似的一套條款投保。

(2)保險金額方面：賣方至少應按契約價金加一成投保。

(3)保險幣別方面：賣方應依契約所定貨幣付保。

以本條件報價或訂約，須在貿易條件之後，列明指定目的港，例如："We offer to sell T-shirt No.4321 1,000 dozens US$115.00 per dozen CIF New York, delivery during August. "
7.Carriage Paid to(CPT)運費付訖條件

賣方須負擔貨物運至指定目的地為止的成本、費用及運費，貨物滅失或毀損的風險，以及貨物交付運送人後，由於事故而生的額外費用，自貨物交付運送人保管時起，由賣方移轉予買方負擔。本條件適用於任何運輸方式，包括複合運送。本條件與CFR相似，由賣方負擔貨物運至指定目的地運費，但貨物滅失或毀損的危險以及運費以外的任何費用，則於貨物交付第一運送人收管時移轉於買方負擔，而非以船舷為保險或費用費擔移轉的界限。
以本條件報價或訂約，須在貿易條件之後，列明貨物目的地，例如："We offer to sell T-shirt No.4321 1,000 dozens US$108.00 per dozen CPT New York, delivery during August. "
8.Carriage and Insurance Paid to(CIP)運保費付訖條件

賣方須負擔貨物運至指定目的地為止所需的費用、運費及運輸保險費用，但貨物滅失或毀損的風險及貨物在交付運送人後，由於事故而生的任何額外費用，則自貨物交付運送人保管時起，由賣方移轉予買方負擔。本條件與上述CPT條件相同，但增加了賣方一項義務，即必須就貨物於運送中滅失或毀損的危險買保險，並支付保險費，本條件也是為配合複合運送而制定。
買賣雙方若未約定保險內容，為確保買方的權益，Incoterms規定：

1. 保險範圍方面：賣方至少應按最小保險範圍的協會貨物條款或任何類似的一套條款投保。
2. 保險金額方面：賣方至少應按契約價金加一成投保。
3. 保險幣別方面：賣方應依契約所定貨幣付保。

以本條件報價或訂約，須在貿易條件之後，列明貨物目的地，例如："We offer to sell T-shirt No.4321 1,000 dozens US$113.00 per dozen CIP New York, delivery during August. "
9.Delivered at Frontier(DAF)邊境交貨條件

賣方有毗鄰國海關邊界之前的邊境指定地點及地方，辦妥輸出通關手續後，將貨物交由買方處置，即履行其交貨義務。買方須負擔自賣方交付貨物之後，有關貨物毀損或滅失的一切風險及費用。
以本條件報價或訂約，須在貿易條件之後，列明邊境交貨地點，例如："We offer to sell T-shirt No.4321 1,000 dozens US$105.00 per dozen Delivered at France-Italian Frontier(Modane), delivery during August. "
10.Delivered Ex Ship(DES)目的港船上交貨條件

賣方在指定目的港船上，輸入通關之前，將貨物交由買方處置，即履行其交貨義務。賣方須負擔貨物至指定目的港為止的一切費用及風險。
以本條件報價或訂約，須在貿易條件之後，列明貨物目的港，例如："We offer to sell T-shirt No.4321 1,000 dozens US$115.00 per dozen DES New York, delivery during August. "
11.Delivered Ex Quay(DEQ)目的港碼頭交貨條件

賣方在指定目的港碼頭上，將尚未辦妥輸入通關的貨物交由買方處置時，即為履行其交貨義務。賣方須負擔將貨物於該交貨地交付為止的一切風險及費用。若買賣雙方國家間對於輸入關稅採取免稅政策（如EU國家間），而賣方擬將貨物運至買方國內交付買方時，即可採用本條件。
以本條件報價或訂約，須在貿易條件之後，列明貨物目的港，例如："We offer to sell T-shirt No.4321 1,000 dozens US$125.00 per dozen DEQ New York, delivery during August. "
12.Delivered Duty Unpaid(DDU)輸入國稅前交貨條件

賣方於輸入國指定地方，將尚未辦理輸入通關手續且尚未從運輸工具卸下的貨物交由買方處置時，即履行其交貨義務。賣方須負擔將貨物運至上述指定地方為止的風險及費用。若買賣雙方國家間對於輸入關稅採取免稅政策，而賣方擬將貨物運至買方國內交付買方時，即可採用本條件。
以本條件報價或訂約，須在貿易條件之後，列明貨物目的地，例如："We offer to sell T-shirt No.4321 1,000 dozens US$124.00 per dozen DDU Baltimore, delivery during August. "
13.Delivered Duty Paid(DDP)輸入國稅訖交貨條件

賣方於輸入國指定地方，將貨物交由買方處置時，即履行其交貨義務。賣方須辦理輸入通關手續，並負擔將貨物交到上述地方為止的風險及費用，包括稅捐及其他費用。此貿易條件賣方的責任最大。若賣方無法直接或間接取得輸入許可證，閱不宜使用本條件。
以本條件報價或訂約，須在貿易條件之後，列明貨物目的地，例如："We offer to sell T-shirt No.4321 1,000 dozens US$130.00 per dozen DDP Baltimore, delivery during August. "

## 資料來源
- 國際貿易實務全國會考教材. . 三民書局. 2006年. ISBN 9571446467.
- 国际商会中国国家委员会. . 中信出版社. 2000年. ISBN 7800732568.
- （英文） Incoterms 2010 Selector （页面存档备份，存于）
- 《2000年国际贸易术语解释通则》中文版（1999年7月国际商会第六次修订，2000年1月1日生效）